# Otohime
Otohime (乙姫, littéralement « princesse de second niveau, jeune princesse » ou poétiquement « princesse délicate, mystérieuse princesse »), également appelée Toyo-tama (豊玉, littéralement « joyau abondant, joyau de prospérité ») est une déesse de la mythologie japonaise.
Fille de Ryūjin, dieu des mers, elle épousa le chasseur Hoori et donna naissance à un fils, Ugayafukiaezu, qui engendra à son tour Jinmu, le premier empereur du Japon. Après la naissance de son fils, elle se transforma en dragon et s'envola.
Elle est également un des personnages du jeu vidéo Ōkami ou de la série One Piece, les deux personnages ainsi nommés étant des reines d'un monde sous-marin.